# Roberto Pregadio

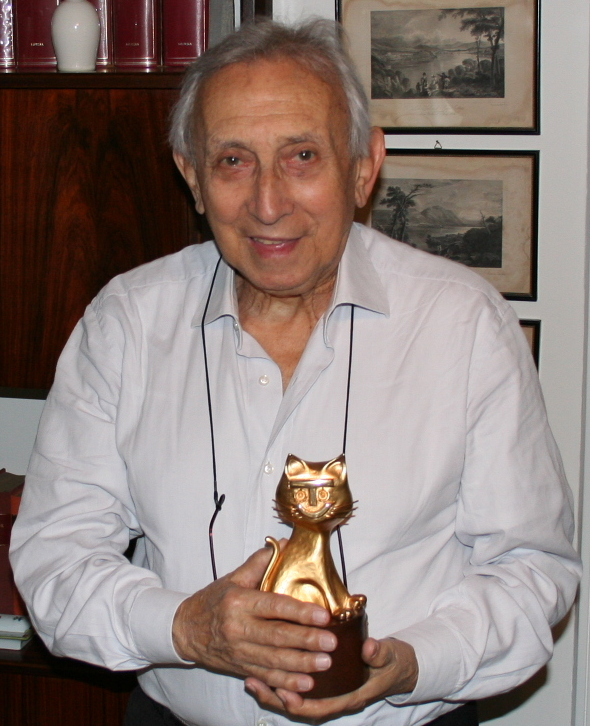
Roberto Pregadio

Roberto Pregadio (* 6. Dezember 1928 in Catania; † 15. November 2010 in Rom) war ein italienischer Filmkomponist, Musiker und Dirigent.

## Leben
Pregadio studierte am Konservatorium in Neapel Piano und spielte dieses Instrument im Orchester der RAI der 1960er Jahre. Bald übernahm er auch Dirigenten-Aufgaben und schrieb ab 1966 zahlreiche Filmmusiken.
Den Großteil seines Werkes lieferte Pregadio für Radio und Fernsehen; so war er u. a. ab 1968 vierzig Jahre lang für die Sendung La corrida der musikalisch Verantwortliche. Daneben hatte er in den 1980er Jahren ein Swing-Orchester, das Sestetto Swing di Roma, mit Franco Chiari (Vibraphon), Baldo Maestri (Klarinette), Carlo Pes (Gitarre), Alessio Urso (Kontrabass) und Roberto Zappulla (Schlagzeug); mit der Gruppe nahm er für das Label Fonit-Cetra das Album Five Continents auf.
Ferner war er als Dozent am Conservatorio Licinio Refice in Frosinone tätig.

## Filmografie (Auswahl)
- 1966: Il gioco delle spie
- 1967: Rocco - Ich leg' dich um (L'ultimo killer)
- 1968: Ciccio perdona… io no!
- 1968: Ein Loch in der Stirn (Un buco in fronte)
- 1968: Nackt unter Affen (Eva, la Venere selvaggia)
- 1969: Kommissar X – Drei goldene Schlangen
- 1969: Seine Kugeln pfeifen das Todeslied (Il pistolero dell’ Ave Maria)
- 1969: Zwei Trottel als Revolverhelden (Franco e Ciccio sul sentiero di guerra)
- 1971: Django – Unerbittlich bis zum Tod (Il mio nome è Mallory… “M” come morte)
- 1971: I quattro pistoleri di Santa Trinità
- 1973: …E così divennero i tre supermen del West
- 1973: Die Nacht der rollenden Köpfe (Passi di danza su una lama di rasoio)
- 1980: Mondo Cannibale 3 – Die blonde Göttin der Kannibalen (Mondo cannibale)
- 1980:  Ein Sommer auf dem Lande
- 1982: Gunan – König der Barbaren (Gunan il guerriero)